# 시드니 샘
시드니 "시드" 샘(Sidney "Sid" Sam, 1988년 1월 31일, 킬 ~ )은 독일의 전 축구 선수로, 과거 공격수, 윙어로 활약했다.

## 클럽 경력

### 레버쿠젠 이전
스트라이커로 기용 가능한 윙어로 TuS 메텐호프에서 축구를 시작하였다. 그 후, 그는 킬리아 킬에서 활동하였다. 2002년 여름, 그는 킬리아 킬의 라이벌, 홀슈타인 킬로 이적하였다.
2004-05시즌이 시작할 때, 그는 함부르거 SV의 유소년 팀으로 이적하였다. 2006년, 그는 2군에 발을 디뎠고, 2007-08시즌엔 함부르크의 1군에 합류하였다.
2007년 12월 20일, 그는 다비트 야롤림과 교체되어 VfB 슈투트가르트를 상대로 데뷔전을 치렀다. 그는 1. FC 카이저슬라우테른에 2008-09 시즌동안 임대되었고, 2009년 7월 1일, 1년 더 임대되었다.

### 바이어 04 레버쿠젠
그 후 2010년, 시드니 샘은 바이어 04 레버쿠젠과 5년 계약을 맺었다. 시드니 샘은 초반기에 좋은 모습을 보이며 2010년 11월 8일, 샘은 그의 이전 소속팀 카이저슬라우테른과 경기를 치루었고, 그에게 있어 중요한 승부였다. 1-0으로 뒤쳐진 상황, 그는 동점골을 넣고, 패트릭 헬메스는 역전골을 넣어 2-1로 승리하였다. 이 날은 시드니 샘의 날로써, 그는 처음으로 약 25m 밖에서 발리슛을 하였다. 2011년 2월 17일, UEFA 유로파리그 2010-11의 32강 FC 메탈리스트 하르키우와의 경기에서 두 골을 인저리 타임에 넣으며 승리하였다.

### 샬케04
2014년 7월 샬케04로 이적하였으나 별다른 활약을 보여주지 못하고 2015년 5월 방출되었다.
2015년 7월 샬케04로 복귀하였으나 한 경기도 출전하지 못했다.

### SV 다름슈타트 98
2017년 1월 다름슈타트로 6개월 임대 이적하였다.

### VfL 보훔
2017년 8월 보훔으로 이적하였다.

## 국가대표 경력
나이지리아인 아버지와 독일인 어머니 사이에서 태어났기 때문에 나이지리아 대표팀에서 뛸 수도 있었지만 본인은 독일 청소년 대표팀에서 뛰었다. 그는 U-19팀에서 9번 출장하였고, U-20 팀에서 4번 출장하였으며 성인 국가대표팀 경력은 2013년 5월 29일에 처음으로 발탁되어 에콰도르전과 미국전을 소화하였다.